# Mistrzostwa Polski w piłce siatkowej mężczyzn
Mistrzostwa Polski w piłce siatkowej mężczyzn (oficjalny skrót MP) – cykliczne, krajowe rozgrywki sportowe, organizowane w latach 1929 – 2000 przez Polski Związek Piłki Siatkowej, a od sezonu 2000/2001 przez Polską Ligę Siatkówki S.A (dawniej Profesjonalną Ligę Piłki Siatkowej S.A) dla polskich męskich klubów siatkarskich, mające na celu wyłonienie najlepszego z nich. Od samego początku istnienia, Mistrzostwa Polski są najważniejszą rywalizacją w hierarchii polskiej piłki siatkowej.
Do sezonu 1953 zmagania o tytuł mistrza Polski były prowadzone w formie turnieju, który w niektórych sezonach był poprzedzany eliminacjami w okręgach (w ich skład wchodziły po dwa lub trzy województwa). W latach 1929 – 1935 rywalizacja o MP przeprowadzana była na otwartym powietrzu. W 1937 przeniesiono ją do obiektów zamkniętych (hal sportowych) i na nich z wyjątkiem sezonu 1950, toczona jest do czasów obecnych.
W listopadzie 1953, Sekcja Piłki Siatkowej przy GKKF (ówczesny organ zarządzający siatkówką w PRL i bezpośredni protoplasta PZPS) podjęła decyzję o gruntownej reformie systemu rozgrywek o MP. W miejsce turnieju finałowego, wprowadzono rozgrywki ligowe. Od sezonu 1954 rywalizacja o miano najlepszej drużyny w Polsce toczona jest w formule ligowej:
- od sezonu 1954 do sezonu 1957 nosiła ona miano Klasy wydzielonej (zarządzanej przez PZPS),
- od sezonu 1957/1958 do sezonu 1989/1990 nosiła ona miano I ligi (zarządzanej przez PZPS),
- od sezonu 1990/1991 do sezonu 1999/2000 nosiła ona miano I ligi serii A (zarządzanej przez PZPS),
- od sezonu 2000/2001 do chwili obecnej prowadzona jest ona jako liga zawodowa pod nazwą PlusLiga (dawniej Polska Liga Siatkówki). Jest zarządzana przez Polską Ligę Siatkówki S.A (dawniej Profesjonalną Ligę Piłki Siatkowej S.A), której koncesję na prowadzenie wydał Prezes Urzędu Kultury Fizycznej i Sportu Mieczysław Nowicki.

## Medaliści Mistrzostw Polski

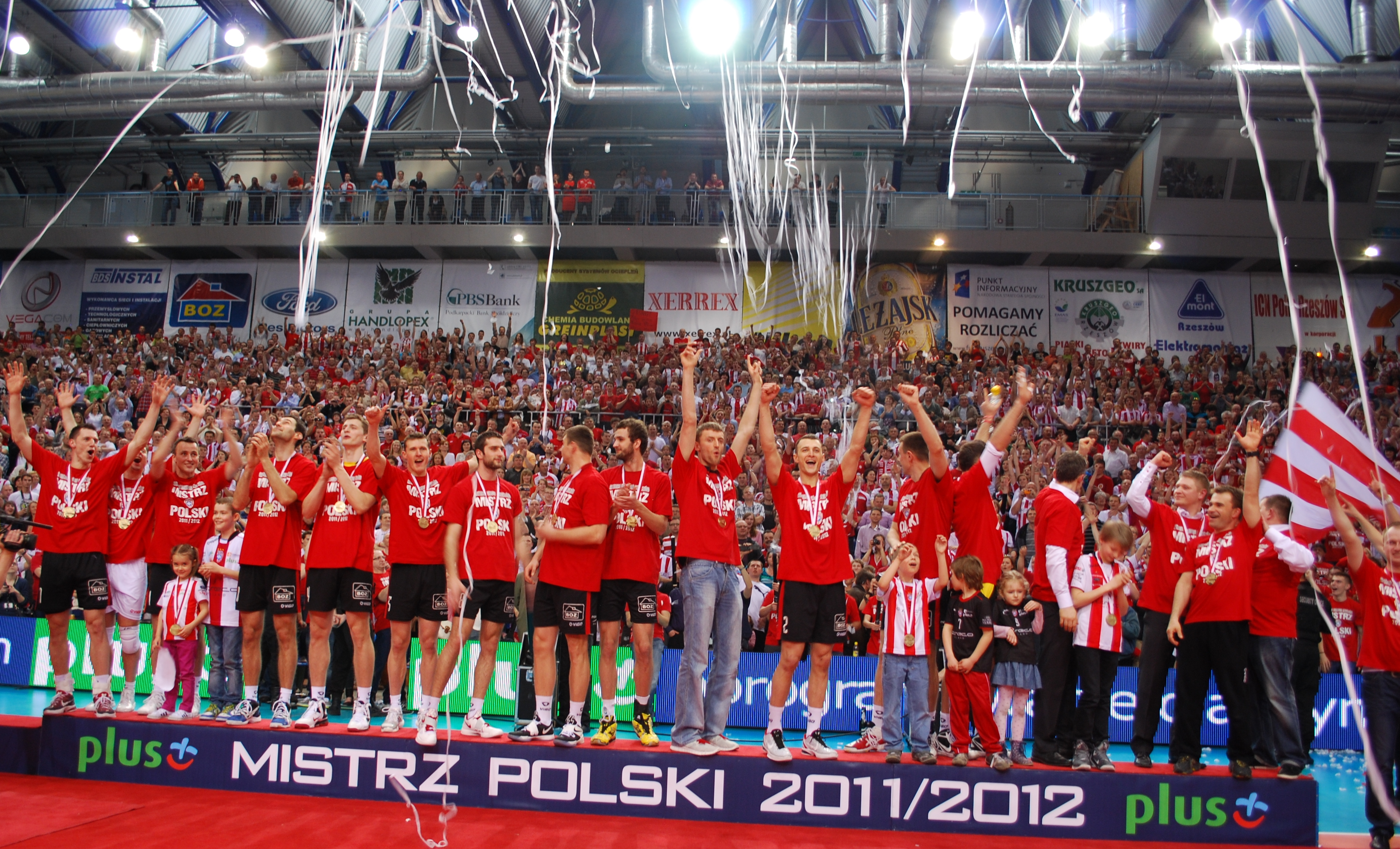
Asseco Resovia Rzeszów Mistrzem Polski w sezonie 2011/2012

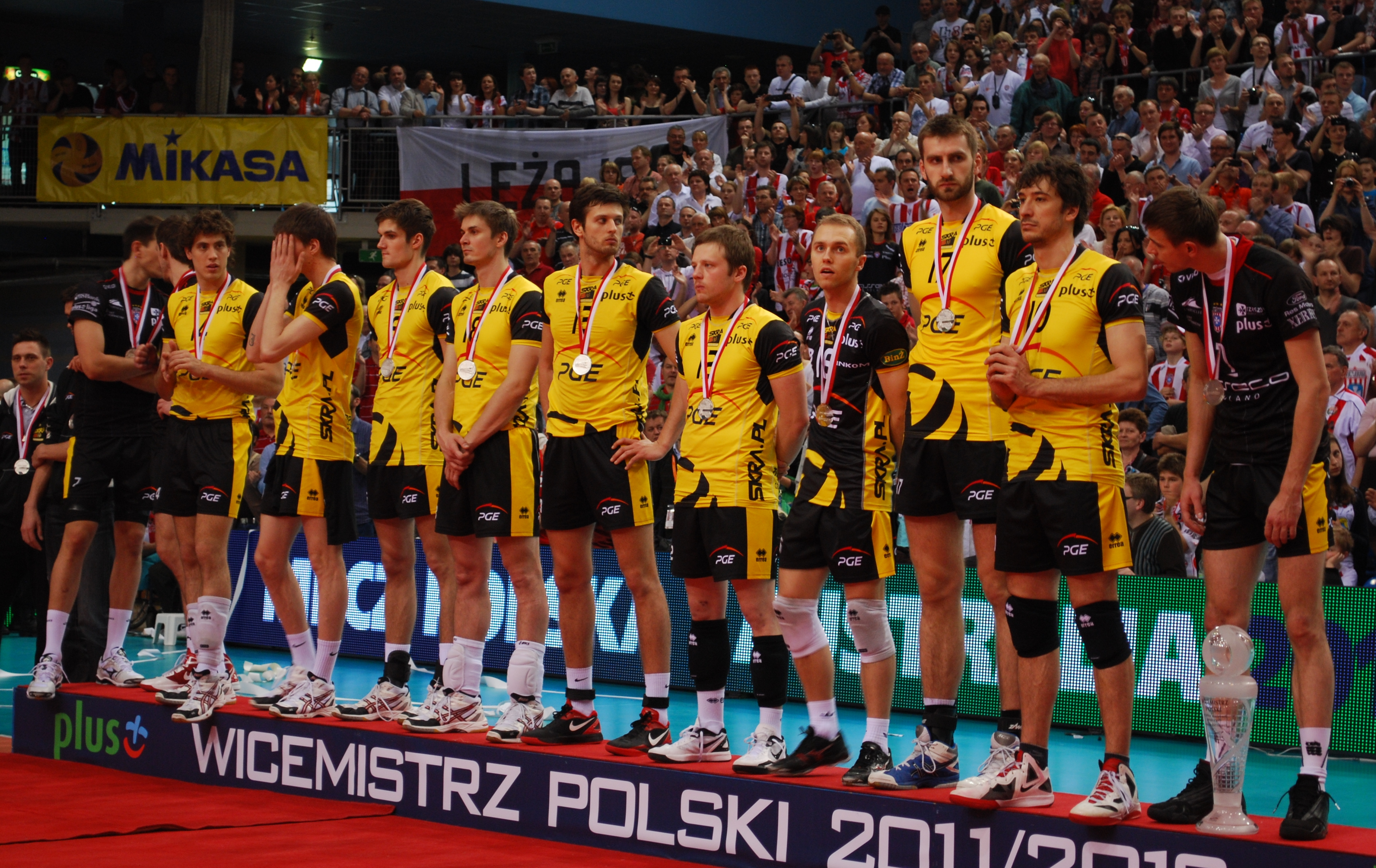
PGE Skra Bełchatów Wicemistrzem Polski w sezonie 2011/2012

| Rok     | Mistrz                                                       | Wicemistrz                                                   | III miejsce                                                  |
| ------- | ------------------------------------------------------------ | ------------------------------------------------------------ | ------------------------------------------------------------ |
| 1929    | YMCA Łódź                                                    | AZS Warszawa                                                 | Sokół Macierz Lwów                                           |
| 1930    | AZS Warszawa                                                 | Absolwenci Łódź                                              | Ognisko Wilno                                                |
| 1931    | Łódzki KS                                                    | AZS Warszawa                                                 | Cracovia                                                     |
| 1932    | Łódzki KS                                                    | AZS Warszawa                                                 | Cracovia                                                     |
| 1933    | Cracovia                                                     | Ognisko Wilno                                                | AZS Warszawa                                                 |
| 1934    | AZS Warszawa                                                 | Cracovia                                                     | Ognisko Wilno                                                |
| 1935    | AZS Warszawa                                                 | AZS Wilno                                                    | Sokół Toruń                                                  |
| 1936    | Mistrzostw Polski nie rozegrano (reorganizacja rozgrywek).   | Mistrzostw Polski nie rozegrano (reorganizacja rozgrywek).   | Mistrzostw Polski nie rozegrano (reorganizacja rozgrywek).   |
| 1937    | Polonia Warszawa                                             | AZS Warszawa                                                 | Sokół II Lwów                                                |
| 1938    | AZS Wilno                                                    | AZS Warszawa                                                 | Polonia Warszawa                                             |
| 1939    | Sokół II Lwów                                                | Cresovia Grodno                                              | CWS Warszawa                                                 |
| 1940-45 | MP nie odbyły się                                            | MP nie odbyły się                                            | MP nie odbyły się                                            |
| 1946    | Społem Warszawa                                              | AZS Warszawa                                                 | Wisła Kraków                                                 |
| 1947    | AZS Warszawa                                                 | AZS Łódź                                                     | YMCA Gdańsk                                                  |
| 1948    | AZS Wrocław                                                  | SKS Warszawa                                                 | AZS Warszawa                                                 |
| 1949    | AZS Warszawa                                                 | AZS Wrocław                                                  | SKS Zryw Gdańsk                                              |
| 1950    | AZS Wrocław                                                  | Spójnia Gdańsk                                               | AZS Warszawa                                                 |
| 1951    | MP nie odbyły się                                            | MP nie odbyły się                                            | MP nie odbyły się                                            |
| 1952    | AZS-AWF Warszawa                                             | Gwardia Wrocław                                              | Legia Warszawa                                               |
| 1953    | AZS-AWF Warszawa                                             | Gwardia Warszawa                                             | Gwardia Wrocław                                              |
| 1954    | AZS-AWF Warszawa                                             | Gwardia Wrocław                                              | Gwardia Gdańsk                                               |
| 1955    | AZS-AWF Warszawa                                             | Gwardia Wrocław                                              | Legia Warszawa                                               |
| 1956    | AZS-AWF Warszawa                                             | Legia Warszawa                                               | Gwardia Wrocław                                              |
| 1957    | AZS-AWF Warszawa                                             | Legia Warszawa                                               | AZS Kraków                                                   |
| 1958    | AZS-AWF Warszawa                                             | Legia Warszawa                                               | Wybrzeże Gdańsk                                              |
| 1959    | AZS-AWF Warszawa                                             | Legia Warszawa                                               | Górnik Katowice                                              |
| 1960    | AZS-AWF Warszawa                                             | Górnik Katowice                                              | Legia Warszawa                                               |
| 1961    | AZS-AWF Warszawa                                             | Górnik Katowice                                              | Legia Warszawa                                               |
| 1962    | Legia Warszawa                                               | AZS-AWF Warszawa                                             | Pogoń Szczecin                                               |
| 1963    | AZS-AWF Warszawa                                             | Legia Warszawa                                               | Górnik Katowice                                              |
| 1964    | Legia Warszawa                                               | Gwardia Wrocław                                              | Górnik Katowice                                              |
| 1965    | AZS-AWF Warszawa                                             | Legia Warszawa                                               | Gwardia Wrocław                                              |
| 1966    | AZS-AWF Warszawa                                             | Legia Warszawa                                               | Gwardia Wrocław                                              |
| 1967    | Legia Warszawa                                               | AZS-AWF Warszawa                                             | Hutnik Nowa Huta                                             |
| 1968    | AZS-AWF Warszawa                                             | Hutnik Nowa Huta                                             | Legia Warszawa                                               |
| 1969    | Legia Warszawa                                               | Hutnik Nowa Huta                                             | AZS-AWF Warszawa                                             |
| 1970    | Legia Warszawa                                               | AZS-AWF Warszawa                                             | Resovia                                                      |
| 1971    | Resovia                                                      | Legia Warszawa                                               | AZS Olsztyn                                                  |
| 1972    | Resovia                                                      | AZS Olsztyn                                                  | AZS-AWF Warszawa                                             |
| 1973    | AZS Olsztyn                                                  | Resovia                                                      | Legia Warszawa                                               |
| 1974    | Resovia                                                      | AZS Olsztyn                                                  | Płomień Milowice                                             |
| 1975    | Resovia                                                      | Płomień Milowice                                             | AZS Olsztyn                                                  |
| 1976    | AZS Olsztyn                                                  | Płomień Milowice                                             | Avia Świdnik                                                 |
| 1977    | Płomień Milowice                                             | AZS Olsztyn                                                  | Resovia                                                      |
| 1978    | AZS Olsztyn                                                  | Hutnik Nowa Huta                                             | Legia Warszawa                                               |
| 1979    | Płomień Milowice                                             | Hutnik Nowa Huta                                             | Gwardia Wrocław                                              |
| 1980    | Gwardia Wrocław                                              | AZS Olsztyn                                                  | Legia Warszawa                                               |
| 1981    | Gwardia Wrocław                                              | Legia Warszawa                                               | Hutnik Nowa Huta                                             |
| 1982    | Gwardia Wrocław                                              | Legia Warszawa                                               | AZS Olsztyn                                                  |
| 1983    | Legia Warszawa                                               | Gwardia Wrocław                                              | AZS Olsztyn                                                  |
| 1984    | Legia Warszawa                                               | Gwardia Wrocław                                              | Stal Stocznia Szczecin                                       |
| 1985    | Stal Stocznia Szczecin                                       | Legia Warszawa                                               | AZS Olsztyn                                                  |
| 1986    | Legia Warszawa                                               | Stal Stocznia Szczecin                                       | Hutnik Nowa Huta                                             |
| 1987    | Stal Stocznia Szczecin                                       | Hutnik Nowa Huta                                             | Resovia                                                      |
| 1988    | Hutnik Nowa Huta                                             | Stal Stocznia Szczecin                                       | Resovia                                                      |
| 1989    | Hutnik Nowa Huta                                             | AZS Olsztyn                                                  | Stal Stocznia Szczecin                                       |
| 1990    | AZS Częstochowa                                              | Hutnik Nowa Huta                                             | AZS Olsztyn                                                  |
| 1991    | AZS Olsztyn                                                  | AZS Częstochowa                                              | Jastrzębie Borynia                                           |
| 1992    | AZS Olsztyn                                                  | AZS Polsadoro Częstochowa                                    | Stal Nysa                                                    |
| 1993    | AZS Yawal Częstochowa                                        | AZS Olsztyn                                                  | BBTS Włókniarz Bielsko-Biała                                 |
| 1994    | AZS Yawal Częstochowa                                        | Stal Hochland Nysa                                           | Czarni Radom                                                 |
| 1995    | AZS Yawal Częstochowa                                        | Stal Hochland Nysa                                           | Czarni Radom                                                 |
| 1996    | Kazimierz Płomień Sosnowiec                                  | Legia Warszawa                                               | AZS Yawal Częstochowa                                        |
| 1997    | AZS Yawal Absolwent Częstochowa                              | Mostostal-Azoty Kędzierzyn-Koźle                             | Solo Morze Szczecin                                          |
| 1998    | Mostostal-Azoty Kędzierzyn-Koźle                             | Bosman Morze Szczecin                                        | Stal Hochland Nysa                                           |
| 1999    | Yawal Jurajska AZS Bank Częstochowa                          | Mostostal-Azoty Kędzierzyn-Koźle                             | Stilon Gorzów Wielkopolski                                   |
| 2000    | Mostostal-Azoty Kędzierzyn-Koźle                             | Stilon Gorzów Wielkopolski                                   | Galaxia Jurajska AZS Bank Częstochowa                        |
| 2001    | Mostostal-Azoty Kędzierzyn-Koźle                             | Galaxia Jurajska AZS Bank Częstochowa                        | Jastrzębie Borynia                                           |
| 2002    | Mostostal-Azoty Kędzierzyn-Koźle                             | Galaxia Starter Bank Częstochowa AZS                         | EKS Skra Bełchatów                                           |
| 2003    | Mostostal-Azoty Kędzierzyn-Koźle                             | Galaxia Pamapol Kaffee AZS Częstochowa                       | Ivett Jastrzębie Borynia                                     |
| 2004    | Ivett Jastrzębie Borynia                                     | PZU AZS Olsztyn                                              | Pamapol AZS Częstochowa                                      |
| 2005    | Skra Bełchatów                                               | PZU AZS Olsztyn                                              | Wkręt-met Domex AZS Częstochowa                              |
| 2006    | BOT Skra Bełchatów                                           | Jastrzębski Węgiel                                           | PZU AZS Olsztyn                                              |
| 2007    | BOT Skra Bełchatów                                           | Jastrzębski Węgiel                                           | PZU AZS Olsztyn                                              |
| 2008    | PGE Skra Bełchatów                                           | Wkręt-met Domex AZS Częstochowa                              | Mlekpol AZS Olsztyn                                          |
| 2009    | PGE Skra Bełchatów                                           | Asseco Resovia Rzeszów                                       | Jastrzębski Węgiel                                           |
| 2010    | PGE Skra Bełchatów                                           | Jastrzębski Węgiel                                           | Asseco Resovia Rzeszów                                       |
| 2011    | PGE Skra Bełchatów                                           | ZAKSA Kędzierzyn-Koźle                                       | Asseco Resovia Rzeszów                                       |
| 2012    | Asseco Resovia Rzeszów                                       | PGE Skra Bełchatów                                           | ZAKSA Kędzierzyn-Koźle                                       |
| 2013    | Asseco Resovia Rzeszów                                       | ZAKSA Kędzierzyn-Koźle                                       | Jastrzębski Węgiel                                           |
| 2014    | PGE Skra Bełchatów                                           | Asseco Resovia Rzeszów                                       | Jastrzębski Węgiel                                           |
| 2015    | Asseco Resovia Rzeszów                                       | Lotos Trefl Gdańsk                                           | PGE Skra Bełchatów                                           |
| 2016    | ZAKSA Kędzierzyn-Koźle                                       | Asseco Resovia Rzeszów                                       | PGE Skra Bełchatów                                           |
| 2017    | ZAKSA Kędzierzyn-Koźle                                       | PGE Skra Bełchatów                                           | Jastrzębski Węgiel                                           |
| 2018    | PGE Skra Bełchatów                                           | ZAKSA Kędzierzyn-Koźle                                       | Trefl Gdańsk                                                 |
| 2019    | ZAKSA Kędzierzyn-Koźle                                       | Onico Warszawa                                               | Jastrzębski Węgiel                                           |
| 2020    | Ze względu na pandemię COVID-19 rozgrywki zostały przerwane. | Ze względu na pandemię COVID-19 rozgrywki zostały przerwane. | Ze względu na pandemię COVID-19 rozgrywki zostały przerwane. |
| 2021    | Jastrzębski Węgiel                                           | Grupa Azoty ZAKSA Kędzierzyn-Koźle                           | Verva Warszawa Orlen Paliwa                                  |
| 2022    | Grupa Azoty ZAKSA Kędzierzyn-Koźle                           | Jastrzębski Węgiel                                           | Aluron CMC Warta Zawiercie                                   |
| 2023    | Jastrzębski Węgiel                                           | Grupa Azoty ZAKSA Kędzierzyn-Koźle                           | Asseco Resovia Rzeszów                                       |
| 2024    | Jastrzębski Węgiel                                           | Aluron CMC Warta Zawiercie                                   | Projekt Warszawa                                             |
| 2025    | Bogdanka LUK Lublin                                          | Aluron CMC Warta Zawiercie                                   | PGE Projekt Warszawa                                         |

## Klasyfikacja medalowa
| Msc | Klub                     | złoto | srebro | brąz | Razem |
| --- | ------------------------ | ----- | ------ | ---- | ----- |
| 1.  | AZS-AWF Warszawa         | 14    | 3      | 2    | 19    |
| 2.  | ZAKSA Kędzierzyn-Koźle   | 9     | 7      | 1    | 17    |
| 3.  | Skra Bełchatów           | 9     | 2      | 3    | 14    |
| 4.  | Legia Warszawa           | 8     | 12     | 8    | 28    |
| 5.  | Resovia                  | 7     | 4      | 7    | 18    |
| 6.  | AZS Częstochowa          | 6     | 6      | 4    | 16    |
| 7.  | AZS Olsztyn              | 5     | 8      | 9    | 22    |
| 8.  | AZS Warszawa             | 5     | 6      | 3    | 14    |
| 9.  | Jastrzębski Węgiel       | 4     | 4      | 8    | 16    |
| 10. | Gwardia Wrocław          | 3     | 6      | 5    | 14    |
| 11. | Hutnik Nowa Huta         | 2     | 6      | 3    | 11    |
| 12. | Morze Bałtyk Szczecin    | 2     | 3      | 3    | 8     |
| 13. | Płomień Milowice         | 2     | 2      | 1    | 5     |
| 14. | AZS Wrocław              | 2     | 1      | -    | 3     |
| 15. | ŁKS Łódź                 | 2     | -      | -    | 2     |
| 16. | Cracovia                 | 1     | 1      | 2    | 4     |
| 17. | AZS Wilno                | 1     | 1      | -    | 2     |
| 18. | Sokół II Lwów            | 1     | -      | 3    | 4     |
| 19. | Polonia Warszawa         | 1     | -      | 1    | 2     |
| 20. | YMCA Łódź                | 1     | -      | -    | 1     |
| =   | Społem Warszawa          | 1     | -      | -    | 1     |
| =   | Płomień Sosnowiec        | 1     | -      | -    | 1     |
| =   | Luk Lublin               | 1     | -      | -    | 1     |
| 23. | Górnik Katowice          | -     | 2      | 3    | 5     |
| 24. | Stal Nysa                | -     | 2      | 2    | 4     |
| 25. | Ognisko Wilno            | -     | 1      | 2    | 3     |
| 26. | Projekt Warszawa         | -     | 1      | 3    | 4     |
| 27. | GTPS Gorzów Wielkopolski | -     | 1      | 1    | 2     |
| =   | Trefl Gdańsk             | -     | 1      | 1    | 2     |
| =   | Warta Zawiercie          | -     | 2      | 1    | 3     |
| 30. | Absolwenci Łódź          | -     | 1      | -    | 1     |
| =   | Cresovia Grodno          | -     | 1      | -    | 1     |
| =   | AZS Łódź                 | -     | 1      | -    | 1     |
| =   | SKS Warszawa             | -     | 1      | -    | 1     |
| =   | Spójnia Gdańsk           | -     | 1      | -    | 1     |
| =   | Gwardia Warszawa         | -     | 1      | -    | 1     |
| 36. | Czarni Radom             | -     | -      | 2    | 2     |
| 37. | BBTS Bielsko-Biała       | -     | -      | 1    | 1     |
| =   | Avia Świdnik             | -     | -      | 1    | 1     |
| =   | Pogoń Szczecin           | -     | -      | 1    | 1     |
| =   | Wybrzeże Gdańsk          | -     | -      | 1    | 1     |
| =   | Sokół Toruń              | -     | -      | 1    | 1     |
| =   | AZS Kraków               | -     | -      | 1    | 1     |
| =   | Wybrzeże Gdańsk          | -     | -      | 1    | 1     |
| =   | SKS Zryw Gdańsk          | -     | -      | 1    | 1     |
| =   | YMCA Gdańsk              | -     | -      | 1    | 1     |
| =   | CWS Warszawa             | -     | -      | 1    | 1     |
| =   | Wisła Kraków             | -     | -      | 1    | 1     |

## Najbardziej utytułowani siatkarze polskiej ligi
| Msc | Zawodnik              | złoto | srebro | brąz | Razem |
| --- | --------------------- | ----- | ------ | ---- | ----- |
| 1.  | Waldemar Poleszczuk   | 10    | -      | -    | 10    |
| =   | Tadeusz Szlagor       | 10    | -      | -    | 10    |
| =   | Wojciech Szuppe       | 10    | -      | -    | 10    |
| 4.  | Mariusz Wlazły        | 9     | 2      | 2    | 13    |
| 5.  | Tadeusz Wleciał       | 9     | 1      | -    | 10    |
| 6.  | Zbigniew Rusek        | 8     | 3      | -    | 11    |
| 7.  | Ryszard Sierszulski   | 7     | 3      | 3    | 13    |
| 8.  | Michał Chadała        | 7     | 1      | 1    | 9     |
| =   | Radosław Wnuk         | 7     | 1      | 1    | 9     |
| 10. | Maciej Dobrowolski    | 7     | -      | -    | 7     |
| 11. | Krzysztof Ignaczak    | 6     | 6      | 2    | 14    |
| 12. | Andrzej Stelmach      | 6     | 3      | 1    | 10    |
| =   | Andrzej Warych        | 6     | 3      | 1    | 10    |
| 14. | Rafał Musielak        | 6     | 2      | -    | 8     |
| =   | Wojciech Serafin      | 6     | 2      | -    | 8     |
| 16. | Janusz Tukiendorf     | 6     | 1      | 1    | 8     |
| 17. | Robert Szczerbaniuk   | 6     | 1      | -    | 7     |
| 18. | Piotr Gruszka         | 6     | -      | 2    | 8     |
| 19. | Jan Woluch            | 6     | -      | -    | 6     |
| 20. | Wojciech Rutkowski    | 5     | 8      | 5    | 18    |
| 21. | Radosław Panas        | 5     | 6      | 2    | 13    |
| 22. | Paweł Papke           | 5     | 5      | 3    | 13    |
| 23. | Andrzej Solski        | 5     | 4      | -    | 9     |
| 24. | Wojciech Baranowicz   | 5     | 3      | 2    | 10    |
| 25. | Paweł Zatorski        | 5     | 3      | 1    | 9     |
| 26. | Daniel Pliński        | 5     | 3      | -    | 8     |
| =   | Benjamin Toniutti     | 5     | 3      | -    | 8     |
| =   | Łukasz Wiśniewski     | 5     | 3      | -    | 8     |
| 29. | Zbigniew Jasiukiewicz | 5     | 2      | 1    | 8     |
| 30. | Roland Dembończyk     | 5     | 2      | -    | 7     |
| =   | Stanisław Mazur       | 5     | 2      | -    | 7     |
| =   | Robert Milczarek      | 5     | 2      | -    | 7     |
| 33. | Paweł Maciejewicz     | 5     | 1      | 1    | 7     |
| 34. | Aleksander Gediga     | 5     | 1      | -    | 6     |
| 35. | Stéphane Antiga       | 5     | -      | -    | 5     |